# Petal (banda)
Petal es una banda de indie rock estadounidense de Scranton, Pensilvania, actualmente activo con Run For Cover Records. La banda está compuesta por una único miembro permanente, Kiley Lotz, el resto de la banda son un grupo rotativo de músicos de otras bandas como Ben y Brianna de los Tigers Jaw y los miembros de "Three Man Cannon", "Halfling", "Wicca Phase Springs Eternal", y "Captain, We're Sinking".

## Historia
Petal comenzó en septiembre de 2013, con la auto-publicación de un Ep titulado "Scout". El EP llamó la atención del sello discográfico Run for Cover, con que la que firmó tres meses después, en diciembre de 2013. El EP fue re -lanzado después de firmar con Run for Cover Records.
El 1 de septiembre de 2015, Petal lanzó la canción "Sooner" de su próximo álbum. Petal lanzó su álbum debut de larga duración, "Shame" el 23 de octubre de 2015, a través de Run for Cover.

## Discography

### Álbumes de estudio
- Shame (2015, Run For Cover)

### EP
- Scout (2013, Run For Cover)

- Datos: Q20685124